# Relações entre Rússia e Tuvalu
As relações entre Rússia e Tuvalu foram estabelecidas em 21 de outubro de 2010. 
O presidente russo Dmitri Medvedev assinou o decreto de abertura das relações diplomáticas com Tuvalu, que em setembro de 2011 reconheceu a independência da Ossétia do Sul e da Abecásia. O decreto de Medvedev instruiu o Ministério dos Negócios Estrangeiros da Rússia a iniciar conversações com as autoridades de Tuvalu para a regularização das relações diplomáticas e, então, formalizar o relacionamento juridicamente. O processo atualmente encontra-se em andamento.